# Polikarpov I-17
Polikarpov I-17 byl jednomístný sovětský jednomotorový dolnoplošník smíšené konstrukce se zatahovacím podvozkem ostruhového typu.

## Vznik
Pod dojmem optimistických informací o výsledcích letových zkoušek prototypů stíhacího letounu I-16 pronesl Josif Vissarionovič Stalin názor, že by Polikarpov záhy mohl zkonstruovat stroj s rychlostí 500 km/h. Takovýto výrok se tehdy považoval za příkaz k zahájení reálných vývojových prací. První výpočty ukázaly nutnost použití vidlicového motoru o výkonu 735 kW a více. Takováto pohonná jednotka, schopná řadové služby, však v tehdejším SSSR nebyla k dispozici. Základem pro vývoj typu I-17 se tak stal francouzský kapalinový vidlicový dvanáctiválec Hispano-Suiza 12Ybrs se vzletovým výkonem 559 kW s vrtulí Ratier. V SSSR již bylo několik vzorových kusů pro chystanou licenční výrobu pod označením M-100 pod vedením V. K. Klimova. Chybějící výkon motoru byl nahrazen dokonalou aerodynamikou s maximálním zmenšením příčného průřezu trupu.

## Vývoj
Letoun I-17 byl vyvinut v Ústřední konstrukční kanceláři CKB pod vedením šéfa její stíhací brigády N. N. Polikarpova. Prototyp označený CKB-15 zalétal pilot Valerij Čkalov 1. září 1934. Během jednoho z testovacích letů došlo při přistání k vysunutí pouze jedné nohy podvozku a Čkalov stroj poškodil. Po opravě CKB-15 pokračoval ve zkušebních letech s pevným podvozkem s profilovanými vzpěrami a zakrytými podvozkovými šachtami. Program nebyl pro řadu závad dokončen. Dosažená rychlost 455 km/h v 3000 m nesplňovala Stalinův požadavek, stroj byl ale vyhodnocen jako stabilnější a obratnější než I-16. Během letových zkoušek byl CKB-15 nevyzbrojený, proběhla pouze zkušební instalace čtveřice kulometů ráže 7,62 mm po dvou do vnějších částí křídla těsně u centroplánu.
Odstranění většiny nedostatků se očekávalo od druhého prototypu CKB-19, poháněného licenčním motorem M-100P o 551 kW s dvoulistou dvoupolohovou kovovou vrtulí. Problematický podvozek byl kompletně přepracován, nyní se zatahoval směrem k trupu pneumatickým systémem. Chladič kapaliny byl rozdělen do dvou bloků zatažitelných do křídla, přičemž v jednom z bloků byl také chladič oleje. Velmi těsný kokpit nadále zůstal neřešen. Zkušební lety opět prováděl Čkalov, který s letounem dosáhl rychlosti 500 km/h v 3000 m. Stroj nesl mezi bloky válců motoru kanón ŠVAK a v křídle čtyři kulomety. Veřejnosti byl CKB-19 předveden na prvomájové přehlídce v roce 1936 během letu nad Rudým náměstím, ve stejném roce pak v zahraničí na Pařížském aerosalonu a v Miláně. To již byly letové testy přerušeny, protože Čkalov z týmu zalétávačů odešel a armáda nepovažovala program I-17 za dokončený.
Snaha o aerodanymickou čistotu I-17 vedla Polikarpova už v roce 1935 ke stavbě prototypu CKB-33 s kondenzačním chlazením. Tento systém chlazení motorové kapaliny byl aerodynamicky velmi výhodný vzhledem k absenci linie narušujícího chladiče. CKB-33 odpovídal tvarově druhému prototypu CKB-19, avšak 7 m² plochy křídla s dvojitým duralovým potahem sloužilo ke kondenzaci páry, která se po zkapalnění jako chladicí médium opět vracelo k pohonné jednotce. Velká plocha povrchového chladiče však byla nevhodná vzhledem k pravděpodobnějšímu poškození během leteckého boje. Během zkoušek CKB-33 dosáhl rychlosti převyšující 500 km/h. Hlavňová výzbroj byla pouze plánovaná.

## Specifikace (CKB-19)

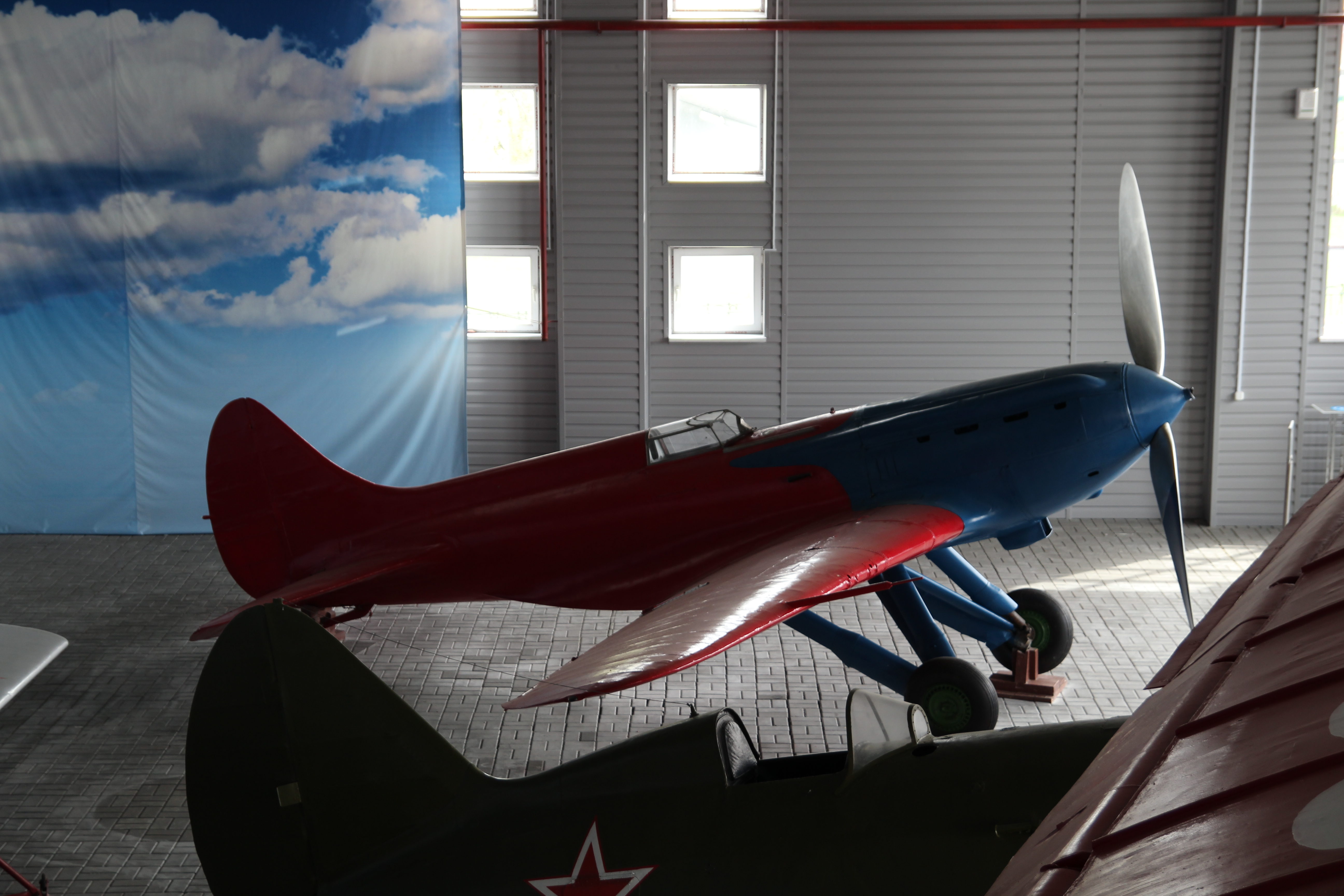
Polikarpov I-17

Údaje podle

### Technické údaje
- Osádka:
- Rozpětí: 10,00 m
- Délka: 7,56 m
- Výška: 2,55 m
- Nosná plocha: 17,90 m²
- Hmotnost prázdného letounu: 1560 kg
- Vzletová hmotnost: 1950 kg
- Pohoná jednotka:

### Výkony
- Maximální rychlost: 500 km/h
- Cestovní rychlost: 380 km/h
- Výstup do 5000 m: 7,2 min
- Dostup: 9700 m
- Dolet: 800 km